# Урбан Михайло
Урбан Михайло (* 1928) — маляр і скульптор конструктивіст родом з Галичини. Студіював у Мистецькому Інституті й інших вищих школах Чикаго. Виставляє з 1965 року в університетах, музеях і галереях США; кілька індивідуальних виставок, серед іншого в Українському інституті сучасного мистецтва в Чикаго (1973). Урбан творить конструктивістичні абстрактні скульптури, вільно аранжовані у просторі й декоративно поліхромовані; у малярстві культивує геометричні форми.